# 九龍巴士82K線
九龍巴士82K線是由九巴營運的一條香港新界巴士路線，屬沙田新市鎮區內路線，來往美田及愉翠苑。
九龍巴士82B線則為本線的輔助路線，於星期一至五上午開出4班，由美田邨單向開往大圍站。

## 歷史
- 1984年2月27日：路線投入服務，來往美林至圓洲角。
- 1984年12月2日：配合沙田區內路線重組，路線由圓洲角總站延長至火炭（山尾街）公共運輸交匯處，來回程並繞經新田圍邨及田心街。
- 1985年2月15日：總站遷往火炭火車站。
- 1986年4月23日：配合大圍站永久新址啟用，來回程改經美田路來往大圍，不再途經成全路。
- 2010年11月6日：本線不再服務火炭，總站由火炭站公共運輸交匯處遷往黃泥頭公共運輸交匯處，來回程不再繞經大圍站公共運輸交匯處，並加入空調巴士行走[2]。
- 2011年9月11日：提升至全空調服務[3]。
- 2014年1月4日：開辦支線82B，逢星期一至五上下午繁忙時間提供服務，公眾假期除外。
- 2015年8月24日：82B線上午班次改由美田邨公共運輸交匯處開出，並於同日起至2016年2月26日期間實施優惠票價$3.1。
- 2015年11月28日：82K線延長美林尾班車時間至23:10，並調整班次[4]。
- 2015年12月31日：增設到站時間預報。
- 2017年5月29日：82B重組路線：
  - 取消上午由美城苑開出的特別班次。
  - 上午由美田邨開（不經美城苑）的特別班次服務時間將改為07:15、07:25（學校假期不設服務）、07:40、08:05。
  - 由大圍站開出的班次將提升至全日服務，服務時間為08:30-20:00，每30分鐘一班。
- 2020年12月10日起：因應疫情引致乘客量下降，82B線只開美田邨開的特別班次，並於2020年12月14日全線暫停服務，[5][6]至2021年2月22日復駛。[7]
  - 82B線只開美田邨開的特別班次安排於2021年5月31日起永久實施。[8]
- 2023年12月3日：82K線小瀝源端總站遷回圓洲角，大圍端延長至美田；往圓洲角方向維持繞經美林總站[9]，結束以美林為總站將近40年並成為歴史。
- 2024年10月28日：82K線由圓洲角延長至愉翠苑。

## 服務時間（詳細班次）
82K
| 每日美田開 | 每日美田開 | 每日美田開 | 每日美田開 | 每日美田開 | 每日美田開 | 每日美田開 |
| ---------- | ---------- | ---------- | ---------- | ---------- | ---------- | ---------- |
| 06:00      | 06:30      | 07:05      | 07:40      | 08:15      | 08:50      | 09:25      |
| 10:00      | 10:40      | 11:20      | 12:00      | 12:40      | 13:20      | 14:00      |
| 14:40      | 15:20      | 16:00      | 16:40      | 17:20      | 18:00      | 18:40      |
| 19:20      | 20:00      | 20:45      | 21:20      | 21:50      | 22:30      | 23:10      |

| 每日愉翠苑開 | 每日愉翠苑開 | 每日愉翠苑開 | 每日愉翠苑開 | 每日愉翠苑開 | 每日愉翠苑開 | 每日愉翠苑開 |
| ------------ | ------------ | ------------ | ------------ | ------------ | ------------ | ------------ |
| 06:10        | 06:50        | 07:25        | 08:00        | 08:35        | 09:10        | 09:45        |
| 10:25        | 11:05        | 11:45        | 12:25        | 13:05        | 13:45        | 14:25        |
| 15:05        | 15:45        | 16:25        | 17:05        | 17:45        | 18:25        | 19:05        |
| 19:45        | 20:25        | 21:00        | 21:35        | 22:10        | 22:40        | 23:10        |

82B
- 星期一至五：
  - 美田開：07:15、07:25、07:40、08:05

星期六、日及公眾假期不設服務，07:25班次於學校假期不設服務。

## 收費
全程：$4.4（82B）／$6.0（82K）
- 海福花園往美田：$5.2（只適用於82K）

| - 本線設有12歲以下小童及65歲或以上長者半價優惠。 - 65歲或以上香港居民使用「樂悠咭」，以及12歲以下合資格殘疾兒童使用「殘疾人士身份」個人八達通繳付車資，均可享有每程$2.0或半價（以較低者為準）的票價優惠；12至64歲合資格殘疾人士使用「殘疾人士身份」個人八達通（包括「樂悠咭」），以及60至64歲香港居民使用「樂悠咭」繳付車資，均可享有每程$2.0或全費（以較低者為準）的票價優惠。 - 65歲或以上長者如使用長者或一般個人八達通繳付車資，則只可享有半價優惠；12至64歲合資格殘疾人士如不使用「殘疾人士身份」個人八達通，以及60至64歲人士如不使用「樂悠咭」繳付車資，必須繳付全費。 - 乘客可以現金或八達通於上車時付款，不設找續。 - 每位成人乘客可免費攜帶最多兩名4歲以下而不佔座位的兒童乘客乘車，超額之4歲以下小童必須繳付小童車費乘車。 - 持有「九巴月票」之乘客在車票有效期內，每日可享最多10程任何九龍巴士及龍運巴士路線（包括本路線，以及聯營路線的九龍巴士／龍運巴士提供的班次；惟乘搭機場「A」及「NA」線則可享原價二七折優惠（不會計算每天10次合資格車程））；而B1線則每日可享最多各2程（不會計算每天10次合資格車程）。 - 九龍巴士、城巴、龍運巴士及陽光巴士全職員工及家屬（不包括外判職員）可免費乘搭本路線，惟必須拍職員或職員家屬八達通。 - 乘客亦可透過多元化電子支付系統（e度嘟）繳付車資，包括使用非接觸式VISA卡、JCB卡、萬事達卡、銀聯卡、美國運通、大來國際、Discover Card、Apple Pay、Google Pay、Samsung Pay、AlipayHK「易乘碼」、支付寶、WeChatHK／微信支付「搭車碼」、銀聯雲閃付「乘車碼」及BOC Pay「乘車碼」。乘客使用此付款方式，使用此支付方式的乘客可享有中途下車之分段收費，以及與其他九巴／龍運獨營路線或聯營線九巴／龍運班次之轉乘優惠，惟不適用於與非九巴／龍運路線之轉乘優惠，亦不能享有「公共交通費用補貼計劃」及「長者及合資格殘疾人士公共交通票價優惠計劃」。 |

## 使用車輛
本線使用3輛富豪B7RLE 12米（AVC）單層空調巴士，均屬沙田車廠。
由2010年11月6日起，配合本線總站遷往黃泥頭，減少一輛非空調巴士，並將一輛非空調巴士換成2010年7月全新領牌、配置歐盟五型廢氣排放標準引擎的12米MCV Evolution車身富豪B7RLE單層低地台空調巴士（AVC28／PH6832）行走，是沙田區首條採用該款巴士行走的路線，但同年11月23日起該車與72A線的一輛12米斯堪尼亞K230UB單層低地台空調巴士（ASC11／PB526）互換字軌，以方便車長於通過新田圍停車場通道時利用特製把手拍卡，亦令斯堪尼亞K230UB巴士首次在沙田區內線出現。 
2010年11月24日，1輛利蘭奧林比安11米（S3BL463／FW2410）雙層非空調巴士退役，2011年2月19日，另1輛丹尼士巨龍11米（S3N291／FX9694）雙層非空調巴士亦退役，因此本線字軌一直懸空，所以沙田車廠會抽調其他路線的非空調巴士，但甚少會改派空調巴士代替，直至2011年5月1日調入原80線因改為全空調服務而被調走的S3V24／GK9754，替代原S3BL463退役後的字軌空缺，2011年6月13日再調入原行走85K線的S3BL469／FZ5653，替代原S3N291退役後的字軌空缺。
| 車隊編號 | 車牌   |
| -------- | ------ |
| AVC49    | RG2858 |
| AVC50    | RG2991 |
| AVC52    | RG4644 |

## 行車路線
82K
美田開經：美田邨通道、香粉寮街、美林邨通道、美林巴士總站、美林邨通道、美田路、車公廟路、田心街、紅梅谷路、車公廟路、沙田頭路、新田圍邨通道、沙田頭路、車公廟路、大涌橋路、沙角街、乙明邨街、沙角街、沙田圍路、銀城街、插桅杆街、圓洲角巴士總站、插桅杆街、牛皮沙街及翠欣街。
愉翠苑開經：牛皮沙街、插桅杆街、圓洲角巴士總站、插桅杆街、銀城街、沙田圍路、沙角街、乙明邨街、沙角街、大涌橋路、車公廟路、沙田頭路、新田圍邨通道、沙田頭路、車公廟路、紅梅谷路、田心街、車公廟路、美田路、美輝街、香粉寮街及美田邨通道。
82B
經：美田邨通道、香粉寮街、美田路及車公廟路。

### 沿線車站

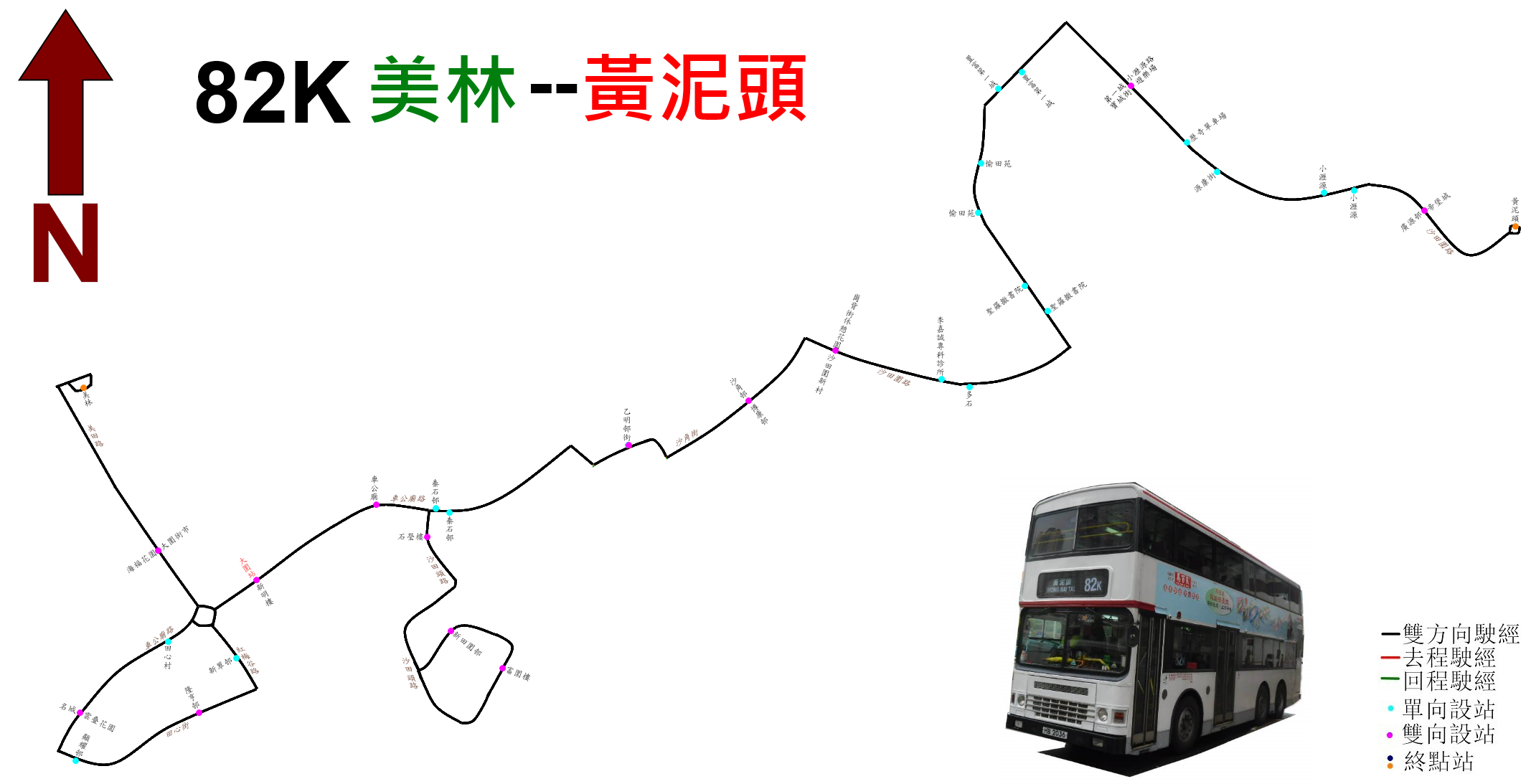
本線的走線圖

82K
| 美田開 | 美田開                   | 美田開               | 愉翠苑開 | 愉翠苑開                       | 愉翠苑開             |
| 序號   | 車站名稱                 | 位置                 | 序號     | 車站名稱                       | 位置                 |
| ------ | ------------------------ | -------------------- | -------- | ------------------------------ | -------------------- |
| 1      | 美田巴士總站             | 美田邨公共運輸交匯處 | 1        | 愉翠苑巴士總站                 | 愉翠苑公共運輸交匯處 |
| 2      | 美林巴士總站             | 美林巴士總站         | 2        | 威爾斯親王醫院                 | 圓洲角巴士總站       |
| 3      | 大圍街市                 | 美田路               | 3        | 聖羅撒書院                     | 銀城街               |
| 4      | 大圍轉車站－田心村（D2） | 車公廟路             | 4        | 多石                           | 沙田圍路             |
| 5      | 雲叠花園                 | 車公廟路             | 5        | 沙田圍新村                     | 沙田圍路             |
| 6      | 隆亨邨                   | 田心街               | 6        | 博康邨                         | 沙角街               |
| 7      | 大圍轉車站－新翠邨（C2） | 紅梅谷路             | 7        | 乙明邨街                       | 乙明邨街             |
| 8      | 大圍轉車站－大圍站（F1） | 車公廟路             | 8        | 秦石邨                         | 車公廟路             |
| 9      | 車公廟                   | 車公廟路             | 9        | 秦石邨石瑩樓                   | 沙田頭路             |
| 10     | 秦石邨石瑩樓             | 沙田頭路             | 10       | 新田圍邨                       | 新田圍邨通道         |
| 11     | 新田圍邨                 | 新田圍邨通道         | 11       | 新田圍邨富圍樓                 | 沙田頭路             |
| 12     | 新田圍邨富圍樓           | 沙田頭路             | 12       | 秦石邨石瑩樓                   | 沙田頭路             |
| 13     | 秦石邨石瑩樓             | 沙田頭路             | 13       | 車公廟                         | 車公廟路             |
| 14     | 秦石邨                   | 車公廟路             | 14       | 大圍轉車站－新翠邨新明樓（A1） | 車公廟路             |
| 15     | 乙明邨街                 | 乙明邨街             | 15       | 隆亨邨                         | 田心街               |
| 16     | 沙角邨                   | 沙角街               | 16       | 顯耀邨                         | 田心街               |
| 17     | 崗背街休憩花園           | 沙田圍路             | 17       | 名城                           | 車公廟路             |
| 18     | 李嘉誠專科診所           | 沙田圍路             | 18       | 海福花園                       | 美田路               |
| 19     | 聖羅撒書院               | 銀城街               | 19       | 美輝街                         | 美輝街               |
| 20     | 威爾斯親王醫院           | 圓洲角巴士總站       | 20       | 美田邨美全樓                   | 香粉寮街             |
| 21     | 第一城站                 | 插桅杆街             | 21       | 美田巴士總站                   | 美田邨公共運輸交匯處 |
| 22     | 愉翠苑巴士總站           | 愉翠苑公共運輸交匯處 |          |                                |                      |

82B
| 美田開 | 美田開         | 美田開               |
| 序號   | 車站名稱       | 位置                 |
| ------ | -------------- | -------------------- |
| 1      | 美田巴士總站   | 美田邨公共運輸交匯處 |
| 2      | 大圍街市       | 美田路               |
| 3      | 大圍站巴士總站 | 大圍站公共運輸交匯處 |

## 客量
82K
本線曾有一段輝煌的過去，開辦當日以3部單層豪華巴士行走，但數個月後便已增至以7部雙層巴士行走，高峰期本線共使用8輛雙層巴士行走，高峰時班次為12分鐘，足見客量不俗。但自1980年代末期起本線便逐漸衰落，用車數目及班次均逐步減少。 
目前本線因路線迂迴、班次疏落及有其他路線及港鐵屯馬綫可選擇，加上收費比其他區內巴士線為高，因此客量一直偏低，甚少乘客坐足全程，只有長者或於上下課時段會有較多學生乘搭，故此九巴已經對本線採取放棄態度，甚至想取消本線，改用專線小巴取代，但因區議會反對而被擱置。
縱使本線大部份服務範圍與其他區內線及港鐵重疊，但始終有一定存在價值，美林邨居民要前往新田圍邨或沙角邨一帶，都必須乘搭本線，因為在美林一帶往上述地方，只有本線可以提供一程直達的服務。
本線與80線同樣以美林為總站，由於美林總站面積不大，而80線用車數目頗多，時常會泊滿總站，往往令本線車輛不能停泊在指定的車坑，時常被停泊在總站較後處，此情況於下午繁忙時間為甚。
現時本線雖然縮短了行車路線和不再駛經小瀝源，令客量有所減少，但本線於上下午繁忙時間仍然會岀現客滿的情況，使用單層巴士行駛更會岀現頂閘，因此客量並不是想像中的差。
82B
據2020年巴士路線發展計劃，本線繁忙時間載客量為50%，其他時間只有5%，全日只有約100名乘客乘坐，因此被建議只保留部分上午繁忙時段的特別班次，其他班次則取消，相關改動於2021年5月31日起實施。

## 外部連結
九巴
- 九龍巴士82K線 （页面存档备份，存于）
- 九龍巴士82B線

其他
- i-busnet.com－九龍巴士82K線 （页面存档备份，存于）
- 681巴士總站－九龍巴士82K線 （页面存档备份，存于）
- 681巴士總站－九龍巴士82B線 （页面存档备份，存于）